# Francisco Fernández del Riego
Francisco Fernández del Riego, nascido no lugar de Vilanova de Lourenzá (Lourenzá) a 7 de janeiro de 1913, e finado em Vigo a 26 de novembro de 2010 aos 97 anos, foi um intelectual galego. Desenvolveu desde os anos 30 um trabalho constante e reconhecido em prol da cultura galega que continuou até os seus últimos meses e que fez dele uma das personalidades mais destacadas da Galiza.
| “ | A cultura não se pode politizar seitariamente, pertence ao país, que se interpreta através dela. | ” |

## Trajetória

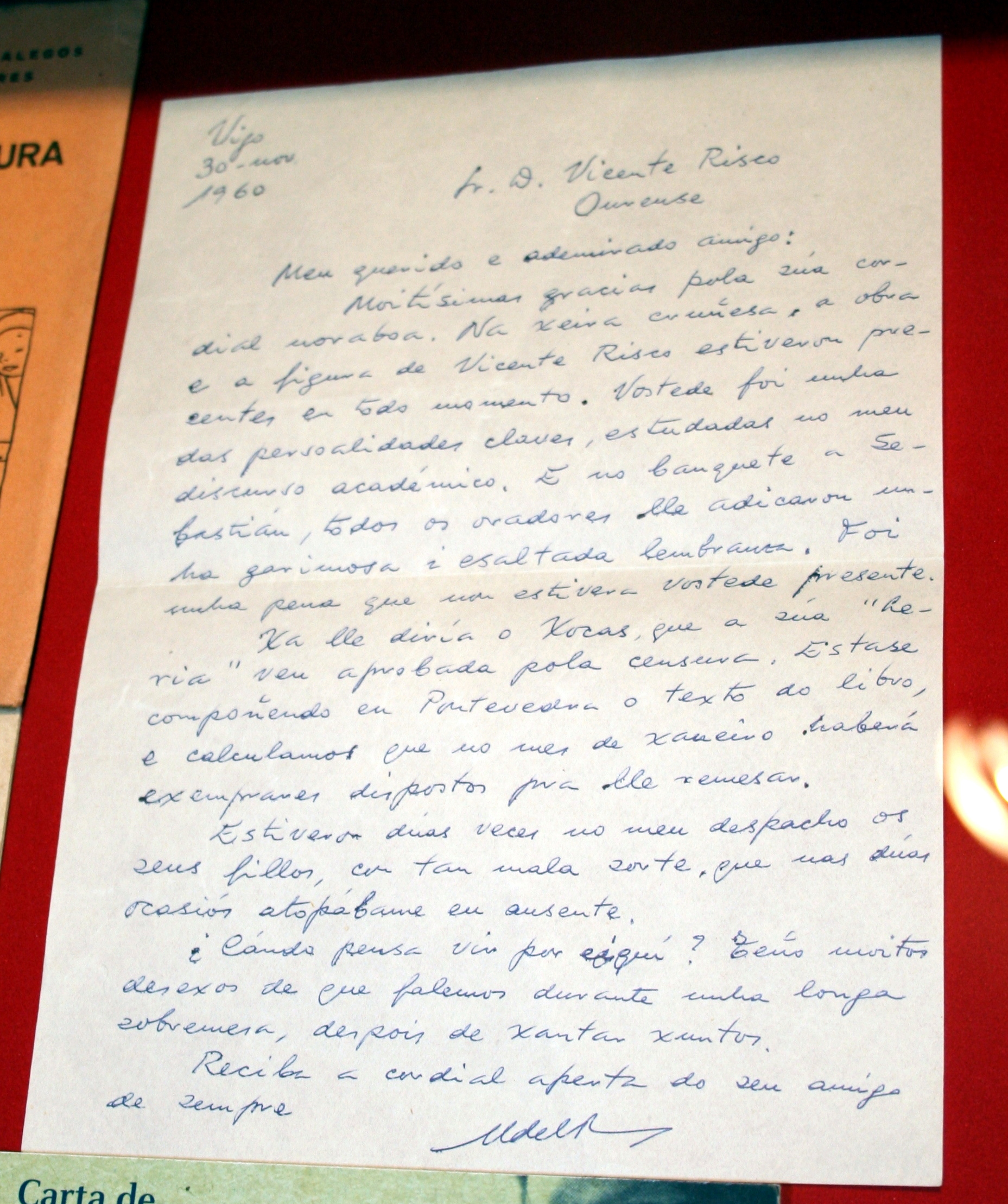
Carta enviada a Vicente Risco avisando-o de que a censura aprovara a sua obra Leria.

Foi um dos principais artífices da editorial Galaxia e diretor junto a Ramón Piñeiro da revista Grial nos seus primeiros cem números. Ensaísta e narrador, é autor de uma extensa obra centrada sobretudo na cultura e na literatura galega. Fernández del Riego pertence à geração de intelectuais surgidos em redor do grupo Nós.
Após acabar o segundo grau matriculou-se em direito na Universidade Complutense de Madrid, a proclamação da República pegou-o nessa cidade, pouco depois traslada-se a Santiago e segue os seus estudos na sua universidade ao tempo que realizava filosofia, entrou no Seminário de Estudos Galegos e no Partido Galeguista, e fez parte do Conselho galego de Galeusca (1934).
Foi com Ramón Piñeiro e Xaime Illa Couto um dos principais impulsionadores da Editorial Galaxia (1950), empresa que liderou o processo de restauração cultural no pós-guerra. Em 1963 surgiu desta editorial a revista Grial, que Dele Riego codirigiu e para a que escreveu de forma assídua recessões literárias e artigos.
Ingressou em 1960 na Real Academia Galega com um discurso intitulado ‘‘Un país e unha cultura. A idea de Galicia nos nosos escritores’’. Em 1997 presidiu esta instituição.
O seu trabalho no âmbito cultural e a sua extensa obra tornam-no num dos principais intelectuais galeguistas do século XX e começos do XXI. Entre os seus livros destacam-se ensaios sobre a cultura e a literatura galegas como Historia da literatura galega (1984), Galiza no espello, Diccionario de escritores en lingua galega, A xeración Galaxia e estranxeiras, como Letras do nosso tempo.

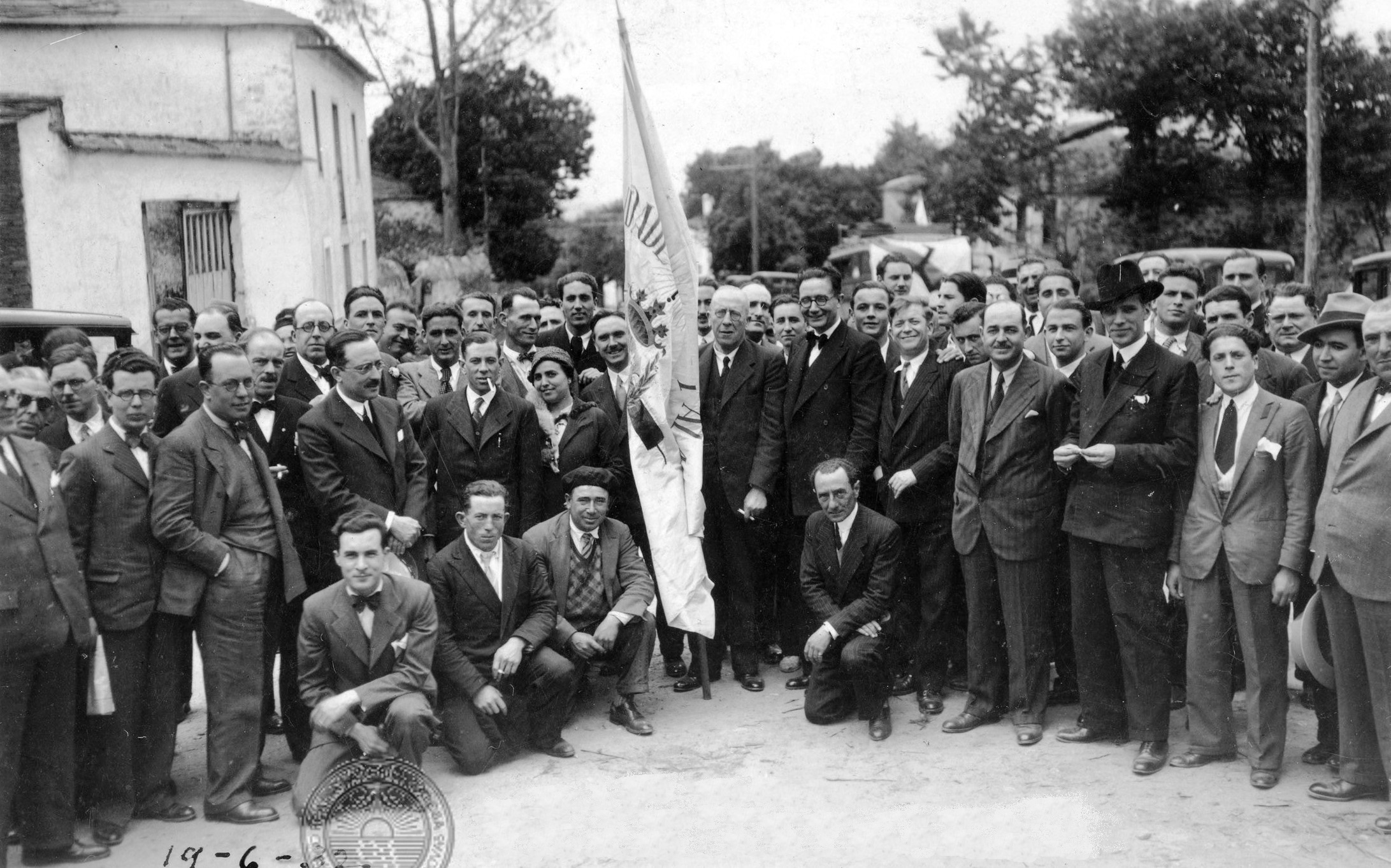
1932: Ramón Villar Ponte, Fernández del Riego, Antón Villar Ponte, Plácido Castro, Otero Pedrayo, Ramón Rodríguez Somoza, Manuel Beiras, Manuel Lugrís, Castelao, Suárez Picallo, Carlos Maside e Alexandre Bóveda.

Cultivou também a narrativa (O cego de Pumardedón) e a literatura de viagens (As peregrinacións xacobeas, O camiño de Santiago e Galicia). Editou antológias poéticas e livros de vocabulário, escreveu grande número de artigos poéticos e biografias. Também é autor de um livro de memórias, O río do tempo (1991). Em 2003 recopila a sua correspondência com Cunqueiro e a edita em Galaxia com o título Cartas ao meu amigo. Epistolario Mindoniense.  Em 2004 publica com Galaxia as suas memórias sob o título de Camiño andado.
Em 1995 doou a cidade de Vigo a sua coleção de livros, que constitui a Biblioteca-Museo Francisco Fernández del Riego. Foi diretor da Biblioteca da Fundação Penzol, em Vigo.

## Galardões e reconhecimentos
Como uma das principais figuras da Galiza, foi reconhecido com numerosos galardões, como o Prémio Trasalba, o Pedrão de Ouro, a Medalha de Ouro da Cidade de Vigo, o Prêmio de criação Cultural da Junta da Galiza, o Prêmio Celanova, o prêmio A casa dos Poetas, uma Medalha Castelao, o Prêmio das Artes e das Letras da Galiza e outros.
Foi nomeado Doutor Honoris Causa pela Universidade de Vigo e Galego Egrégio pela Fundação dos Prêmios da Crítica.

## Vida pessoal
Foi casado, mas não teve filhos. À sua morte, foi cremado, e as suas cinzas foram guardadas no cemitério da Ramallosa (Nigrán).